# Colchicum persicum
Colchicum persicum är en tidlöseväxtart som beskrevs av John Gilbert Baker. Colchicum persicum ingår i släktet tidlösor, och familjen tidlöseväxter. Inga underarter finns listade i Catalogue of Life.